# Natação no Campeonato Europeu de Esportes Aquáticos de 2016 - 4x100 m medley masculino
A prova do revezamento 4x100 metros medley masculino da natação no Campeonato Europeu de Esportes Aquáticos de 2016 ocorreu no dia 22 de maio em Londres, no Reino Unido. 

## Calendário
| Fase          | Data       | Hora  |
| ------------- | ---------- | ----- |
| Eliminatórias | 22 de maio | 10:12 |
| Final         | 22 de maio | 17:23 |

Todos os horários estão no horário local (UTC+0)

## Recordes
Antes desta competição, os recordes eram os seguintes:
| Recorde mundial       | Estados Unidos | 3:27.28 | Roma      | 2 de agosto de 2009  |
| Recorde europeu       | Alemanha       | 3:28.58 | Roma      | 2 de agosto de 2009  |
| Recorde do campeonato | França         | 3:31.32 | Budapeste | 15 de agosto de 2010 |

## Medalhistas
| Ouro                                                                       | Prata                                                                                  | Bronze                                                                |
| Reino Unido · Chris Walker-Hebborn · Adam Peaty · James Guy · Duncan Scott | França · Benjamin Stasiulis · Giacomo Perez-Dortona · Mehdy Metella · Florent Manaudou | Hungria · Gábor Balog · Gábor Financsek · László Cseh · Richárd Bohus |

## Resultados

### Eliminatórias
Esses foram os resultados das eliminatórias. 
| Pos. | Bateria | Raia | Nacionalidade | Nadadores | Tempo   | Notas |
| ---- | ------- | ---- | ------------- | --- | ------- | ----- |
| 1    | 2       | 1    | Itália        | Simone Sabbioni (53.94) Fabio Scozzoli (1:01.56) Matteo Rivolta (52.00) Luca Leonardi (48.66)                 | 3:36.16 | Q     |
| 2    | 2       | 2    | Lituânia      | Danas Rapšys (54.81) Giedrius Titenis (1:00.07) Deividas Margevičius (53.02) Simonas Bilis (48.56)            | 3:36.46 | Q     |
| 3    | 2       | 3    | Hungria       | Gábor Balog (55.05) Gábor Financsek (1:01.26) László Cseh (51.01) Richárd Bohus (49.49)                       | 3:36.81 | Q     |
| 4    | 1       | 2    | França        | Benjamin Stasiulis (55.48) Giacomo Perez-Dortona (1:00.54) Mehdy Metella (51.55) Yannick Agnel (49.30)        | 3:36.87 | Q     |
| 5    | 1       | 6    | Reino Unido   | Chris Walker-Hebborn (54.78) Ross Murdoch (59.53) Duncan Scott (53.26) Robert Renwick (49.54)                 | 3:37.11 | Q     |
| 6    | 1       | 4    | Grécia        | Apostolos Christou (54.45) Panagiotis Samilidis (1:00.92) Andreas Vazaios (52.57) Christos Katrantzis (49.56) | 3:37.50 | Q     |
| 7    | 2       | 5    | Irlanda       | Shane Ryan (54.63) Nicholas Quinn (1:01.33) Brendan Hyland (53.45) Curtis Coulter (48.99)                     | 3:38.40 | Q     |
| 8    | 2       | 7    | Suécia        | Mattias Carlsson (55.92) Johannes Skagius (1:00.70) Jesper Björk (53.32) Isak Eliasson (48.47)                | 3:38.41 | Q     |
| 9    | 2       | 4    | Rússia        | Nikita Ulyanov (55.41) Mikhail Dorinov (1:01.71) Nikolay Skvortsov (52.78) Andrey Grechin (48.58)             | 3:38.48 |       |
| 10   | 1       | 1    | Bélgica       | Nils Van Audekerke (56.96) Jonas Coreelman (1:02.05) Louis Croenen (52.93) Pieter Timmers (48.52)             | 3:40.46 |       |
| 11   | 2       | 6    | Turquia       | Doruk Tekin (56.14) Demir Atasoy (1:01.58) Kaan Türker Ayar (53.11) Emre Sakçı (50.30)                        | 3:41.13 |       |
| 12   | 1       | 3    | Estónia       | Karl Luht (56.61) Martin Allikvee (1:01.47) Kregor Zirk (53.69) Pjotr Degtjarjov (49.99)                      | 3:41.76 |       |
|      | 1       | 5    | Suíça         | Nils Liess (55.89) Patrik Schwarzenbach (1:03.17) Nico van Duijn Alexandre Haldemann                          | DSQ     | DSQ   |
|      | 1       | 7    | Croácia       | Anton Loncar (56.36) Kristijan Tomić (1:01.79) Mario Todorović (53.57) Mislav Sever                           | DSQ     | DSQ   |

### Final
Esse foi o resultado da final. 
| Pos.              | Raia | Nacionalidade | Nadadores                                                                                                   | Tempo   | Notas |
| ----------------- | ---- | ------------- | --- | ------- | ----- |
| Medalha de ouro   | 2    | Reino Unido   | Chris Walker-Hebborn (54.23) Adam Peaty (58.08) James Guy (51.69) Duncan Scott (48.15)                      | 3:32.15 |       |
| Medalha de prata  | 6    | França        | Benjamin Stasiulis (54.73) Giacomo Perez-Dortona (1:00.23) Mehdy Metella (51.38) Florent Manaudou (47.55)   | 3:33.89 |       |
| Medalha de bronze | 3    | Hungria       | Gábor Balog (54.40) Gábor Financsek (1:01.45) László Cseh (50.33) Richárd Bohus (47.94)                     | 3:34.12 |       |
| 4                 | 7    | Grécia        | Apostolos Christou (54.30) Panagiotis Samilidis (1:00.06) Andreas Vazaios (52.45) Kristian Golomeev (47.60) | 3:34.41 |       |
| 5                 | 5    | Lituânia      | Danas Rapšys (54.07) Giedrius Titenis (1:00.23) Deividas Margevičius (52.83) Simonas Bilis (48.18)          | 3:35.31 |       |
| 6                 | 8    | Suécia        | Mattias Carlsson (55.54) Johannes Skagius (59.98) Jesper Björk (53.34) Isak Eliasson (48.53)                | 3:37.39 |       |
| 7                 | 1    | Irlanda       | Shane Ryan (54.37) Nicholas Quinn (1:01.01) Brendan Hyland (53.35) Curtis Coulter (48.74)                   | 3:37.47 |       |
| 8                 | 4    | Itália        | Simone Sabbioni (54.33) Andrea Toniato (1:00.60) Piero Codia (52.17) Luca Dotto                             | DSQ     | DSQ   |

Legenda
| Recorde mundial       | Recorde mundial (World record)               |                       | Recorde africano                      | Recorde africano (African) |                                           | Q | Classificado por posição (Qualified) |
| Recorde do campeonato | Recorde do campeonato (Championship record)  | Recorde da América    | Recorde da América (Americas)         | q                          | Classificado por melhor tempo (Qualified) |   |                                      |
| Melhor marca do ano   | Melhor marca do ano (World leading)          | Recorde asiático      | Recorde asiático (Asian)              | DNS                        | Não largou (Did not start)                |   |                                      |
| Recorde nacional      | Recorde nacional (National record)           | Recorde europeu       | Recorde europeu (European)            | DNF                        | Não terminou (Did not finish)             |   |                                      |
| Recorde pessoal       | Recorde pessoal do atleta (Personal best)    | Recorde da Oceania    | Recorde da Oceania (Oceania)          | DSQ / DQ                   | Desclassificado (Disqualified)            |   |                                      |
| Recorde da temporada  | Recorde da temporada do atleta (Season best) | Recorde sul-americano | Recorde sul-americano (South America) | NM                         | Sem marca (No mark)                       |   |                                      |